# Olga Rukavišnikovová
Olga Alexandrovna Rukavišnikovová (rusky Ольга Александровна Рукавишникова, * 13. března 1955 Molotovsk) je bývalá sovětská atletka, která soutěžila především v pětiboji. Sovětský svaz reprezentovala na Letních olympijských hrách 1980 v Moskvě, kde získala stříbrnou medaili v pětiboji. Po roce 1980 byl pětiboj nahrazen sedmibojem.